# Eugenio Pérez Botija
Eugenio Pérez Botija (1910-1966) fue un jurista y laboralista español. Fue el primer catedrático español de Derecho del Trabajo y uno de los primeros juristas que realizó un desarrollo científico de esta materia, así como un difusor del Derecho laboral español en el extranjero.

## Labor profesional
Mientras estudiaba abogacía comienza a preocuparse por el Derecho del Trabajo; se graduó en la Escuela Social de Madrid, ganó varios premios Marvá, uno de ellos en colaboración con María Palancar, y ocupó su primer cargo en la Oficina de Colocación Obrera de Madrid. 
Se graduó de abogado pero nunca ejerció su profesión en forma privada pues se dedicó enteramente a la docencia e investigación, las que realizó en las universidades, como académico de número de la Real Academia de Jurisprudencia y Legislación y también en la Escuela Social de Madrid, el instituto de León XIII y en la Escuela de Médicos de Empresa además de tener su cargo de Letrado de las Cortes Españolas que fue motivo de continuo asesoramiento en ía labor legislativa de la Comisión de Gobernación, a la que estuvo adscrito. 
Pocos años después de terminar la guerra civil ganó por oposición una cátedra de Derecho Administrativo en la Universidad de Murcia. Fue el primer catedrático español de Derecho del Trabajo y obtuvo su cátedra por oposición en 1947 en la recién creada Facultad de Ciencias Políticas y Económicas de la Universidad Central de Madrid donde ya era profesor de Derecho Administrativo. Allí también fue secretario, primero, y después decano. También realizó continuada e incesante labor en el Instituto de Estudios Políticos desde su fundación y fue vicepresidente de su Sección de Política Social y Ordenación Sindical.
Pérez Botija quien introdujo en América, y en general en el extranjero, el conocimiento de la doctrina laboral española a través de su propio nombre, primero, y de sus referencias sobre los otros laboralistas, después. México, Brasil, Uruguay, Paraguay, Argentina y Chile conocieron y apreciaron directamente su docencia. Fue así que en el Congreso Iberoamericano de Derecho del Trabajo, celebrado en Madrid en octubre de 1965, fue elegido presidente por unanimidad y en medio de grandes aclamaciones y en su sesión pública de clausura destacados profesores hablaron en un homenaje espontáneo de su figura científica y humana.

## Sus obras
Además de ser el primer catedrático de Derecho del Trabajo que ha tenido España, Pérez Botija fue el primer laboralista español que abordó de forma general la construcción científica del Derecho del Trabajo de su país, que puso al alcance general la doctrina extranjera en estos temas y quien abrió las puertas del extranjero al laboralismo español.
Su Curso de Derecho del Trabajo, aparecido en 1948 con muchas ediciones posteriores fue el primero que en su país no se limitó a la exposición y comentario de la legislación española, sino que procuró desarrollar su construcción científica exponiendo la mejor doctrina hispanoamericana, francesa, alemana, italiana, etc. respecto de todos los aspectos de la disciplina con una recopilación del acervo bibliográfico y doctrinal español y extranjero que significó ciertamente una gigantesca labor.
Su otra obra importante fue el Manual de Derecho del Trabajo, dos volúmenes con casi mil páginas, escrito en colaboración con Gaspar Bayón Chacón, del que se han realizado muchas ediciones. A ello se agregan más de 150 artículos, alrededor de 30 comunicaciones a Congresos internacionales; su aportación trascendental al Código de Trabajo paraguayo, su intervención en diversos informes y anteproyectos del Instituto de Estudios Políticos, más de 200 conferencias, todo ello además de su labor docente y de asesor.